# Evrenpaşa, Ceylanpınar
Evrenpaşa là một xã thuộc huyện Ceylanpınar, tỉnh Şanlıurfa, Thổ Nhĩ Kỳ. Dân số thời điểm năm 2011 là 1.845 người.